# イオンタウン和気
イオンタウン和気（イオンタウンわけ、英: ÆON TOWN WAKE）は、岡山県和気郡にあるショッピングモールである。

## 概要
和気町唯一のショッピングモールで、イオンタウンの中核店舗、かつてはメガマート和気店があったが閉店し、2012年9月6日にザ・ビッグとしてオープンした。また、マックスバリュ西日本では初となる1,000 m2クラスSM（スーパーマーケット）も開店した。
2012年10月19日にザグザグが開店し、2019年2月16日にリニューアルした。

## 沿革
- 1996年3月23日
  - ロックショッピングタウン和気とメガマート和気店がオープン[広報 5]
  - 1,000 m2クラスSM（スーパーマーケット）ウエルマート和気店を開店[広報 6]
- 2010年10月 - メガマートが閉店[2]
- 2012年9月6日 - ザ・ビッグが開店[広報 2]
- 2012年10月19日 - ザグザグが開店[広報 4]
- 2019年2月16日 - ザグザグのリニューアル[要出典]

## アクセス
- JR山陽本線 和気駅より徒歩約5分
- 山陽自動車道 和気ICより約7分[広報 7]

#### 広報資料・プレスリリースなど一次資料
1. 1 2 3  イオンタウン和気
2. 1 2  maxvalu.co.jp
3. ↑  “企業沿革｜マックスバリュ西日本”. www.maxvalu.co.jp. 2023年4月30日閲覧。
4. 1 2  “10/19（金）ザグザグ和気店OPEN！！”. インフォメーション - ちょっと 気になる♪ ZAGZAG. 2023年5月1日閲覧。
5. ↑  “ジャスコ(株)『ジャスコ三十年史』(2000.12) | 渋沢社史データベース”. shashi.shibusawa.or.jp. 2023年5月1日閲覧。
6. ↑  “企業沿革｜マックスバリュ西日本”. www.maxvalu.co.jp. 2023年5月1日閲覧。
7. ↑  “イオンタウン和気”. イオンタウン和気. 2023年4月30日閲覧。